# Чапаевское сельское поселение (Крым)
Чапаевское се́льское поселе́ние (укр. Чапаєвське сільське поселення, крымскотат. Черкес Тобай кой юрту) — муниципальное образование в центральной части Советского района Республики Крым России.
Административный центр — село Чапаевка.

## География
Находится в степном Крыму, у границы с Нижнегорским районом.

## Население
| 2001  | 2014  | 2015  | 2016  | 2017  | 2018  | 2019  |
| ----- | ----- | ----- | ----- | ----- | ----- | ----- |
| 3306  | ↘2409 | ↗2411 | ↗2415 | ↘2380 | ↘2367 | ↘2361 |
| 2020  | 2021  |       |       |       |       |       |
| ↘2337 | ↘2234 |       |       |       |       |       |

## Состав сельского поселения
| № | Населённый пункт | Тип населённого пункта       | Население |
| - | ---------------- | ---------------------------- | --------- |
| 1 | Чапаевка         | село, административный центр | ↘930      |
| 2 | Коломенское      | село                         | ↘197      |
| 3 | Николаевка       | село                         | ↘433      |
| 4 | Новосёловка      | село                         | ↘14       |
| 5 | Новый Мир        | село                         | ↘557      |
| 6 | Хлебное          | село                         | ↘278      |

## История
В 1935 году при создании района был образован Чапаевский сельский совет.
Статус и границы Чапаевского сельского поселения установлены Законом Республики Крым от 5 июня 2014 года № 15-ЗРК «Об установлении границ муниципальных образований и статусе муниципальных образований в Республике Крым».